# Rotskruiper
De rotskruiper (Tichodroma muraria) is een vogel uit de familie Tichodromidae. De rotskruiper is de enige soort binnen het geslacht Tichodroma. Deze vogel komt voor in berggebieden tussen de 1000 en 5000 meter boven de zeespiegel in Midden- en Zuid-Europa en een brede strook diep in Azië (zie kaartje).

## Kenmerken
De vogel is 15,5 tot 17 cm lang. Hij is overwegend grijs met zwart en verder makkelijk te herkennen aan de lange donkere snavel en de ronde, roodachtige vleugels met witte vleugelvlekken.De rotskruiper broedt in diepe rotsrichels met spleten. Hij klimt ook vaak met karakteristieke bewegingen langs bergwanden. In de winter daalt hij af naar lagere gebieden en heeft daar een voorkeur voor grote gebouwen.

## Verspreiding en leefgebied
De vogel heeft een groot maar gefragmenteerd verspreidingsgebied in zowel Europa als diep in Azië. Er worden twee ondersoorten onderscheiden:
- Tichodroma muraria muraria: van zuidelijk en oostelijk Europa tot de Kaukasus en westelijk Iran.
- Tichodroma muraria nepalensis: van Kazachstan, Turkmenistan en oostelijk Iran tot oostelijk China.

Het is een typische gebergtevogel die voorkomt bij steile berghellingen met daarin spleten en holen en rotsige stukken met korte vegetaties. De rotswanden moeten zowel zonnige kanten als beschaduwde gedeelten bevatten en er moet stromend water zijn. In de Alpen komt de rotskruiper voor tot 3460 m boven de zeespiegel, in Turkije tot 4000 m en in de Himalaya en Tibet vaak pas vanaf 3600 m. Daalt 's winters af naar lagere regionen.

### Voorkomen in Nederland en België
In België zijn tussen 1890 en 1990 negen gevallen bekend van rotskruipers die 's winters overwinterden in steengroeven in de buurt van Luik. Sinds 2014 zijn opnieuw enkele individuen waargenomen, voornamelijk in het zuiden van het land. In 2019 ging het om de vijftiende waarneming.
In 1991 overwinterde een rotskruiper bij de Vrije Universiteit in Amsterdam. In 2010 en 2011 is opnieuw een rotskruiper waargenomen bij de Sint Pietersberg bij Maastricht.

## Taxonomie
Er is geen consensus over de plaats van de rotskruiper in de stamboom van de vogels. Hier wordt de vogel behandeld als een soort uit een monotypische familie die behoort tot de superfamilie Certhioidea, waarin zowel de boomkruiper als de boomklever.

## Status
De populatie werd in 2015 grof geschat op 0,5 tot 1,5 miljoen individuen. Men veronderstelt dat de soort in aantal stabiel is. Om deze redenen staat de rotskruiper als niet bedreigd op de Rode Lijst van de IUCN.

## Galerij

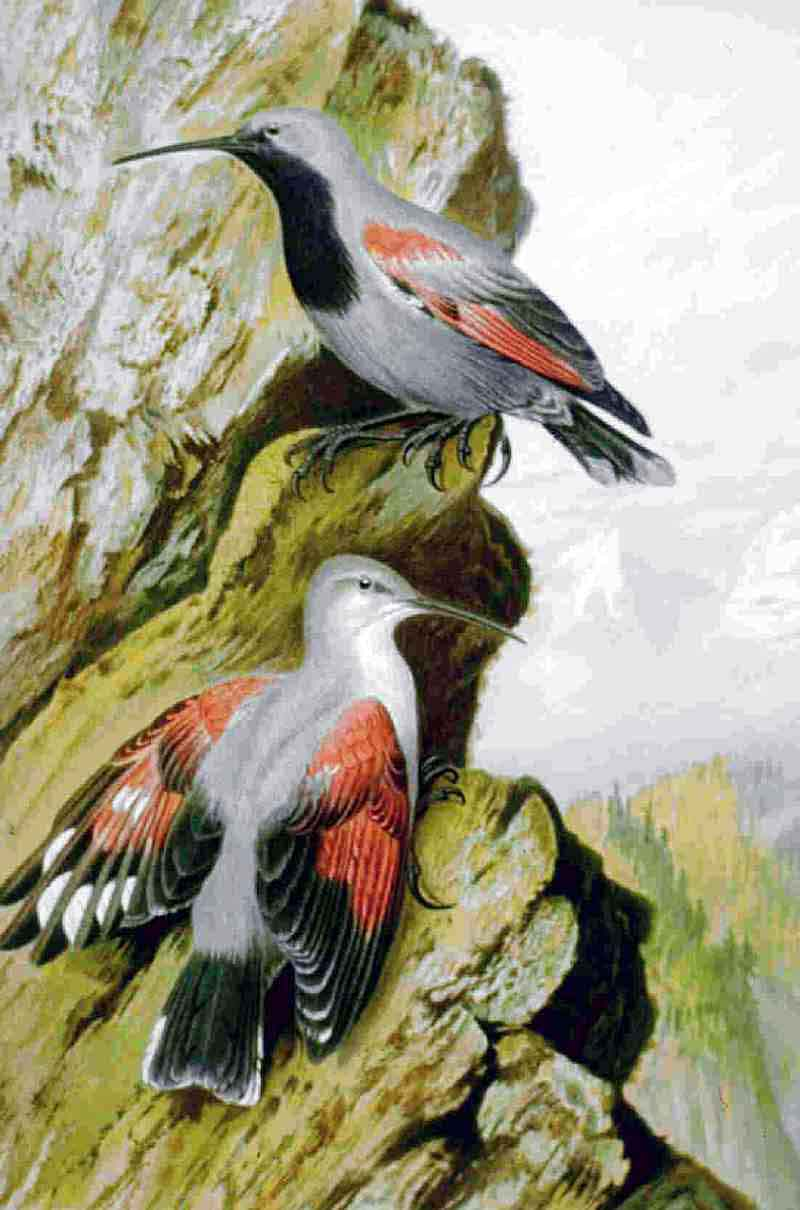
Tichodroma muraria (1905), Naumann, Naturgeschichte der Vögel Mitteleuropas
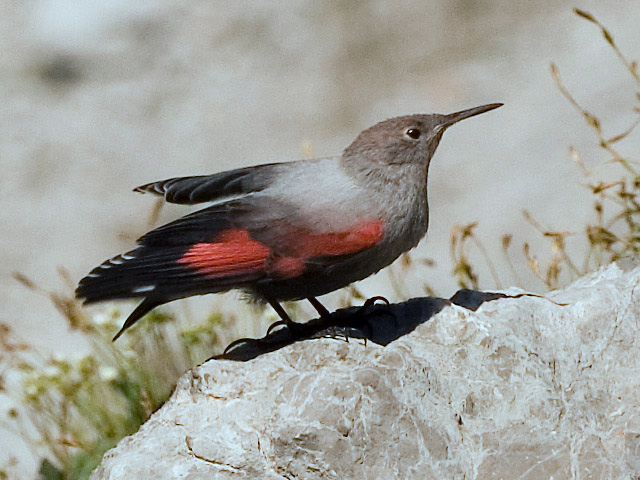
Onvolwassen rotskruiper
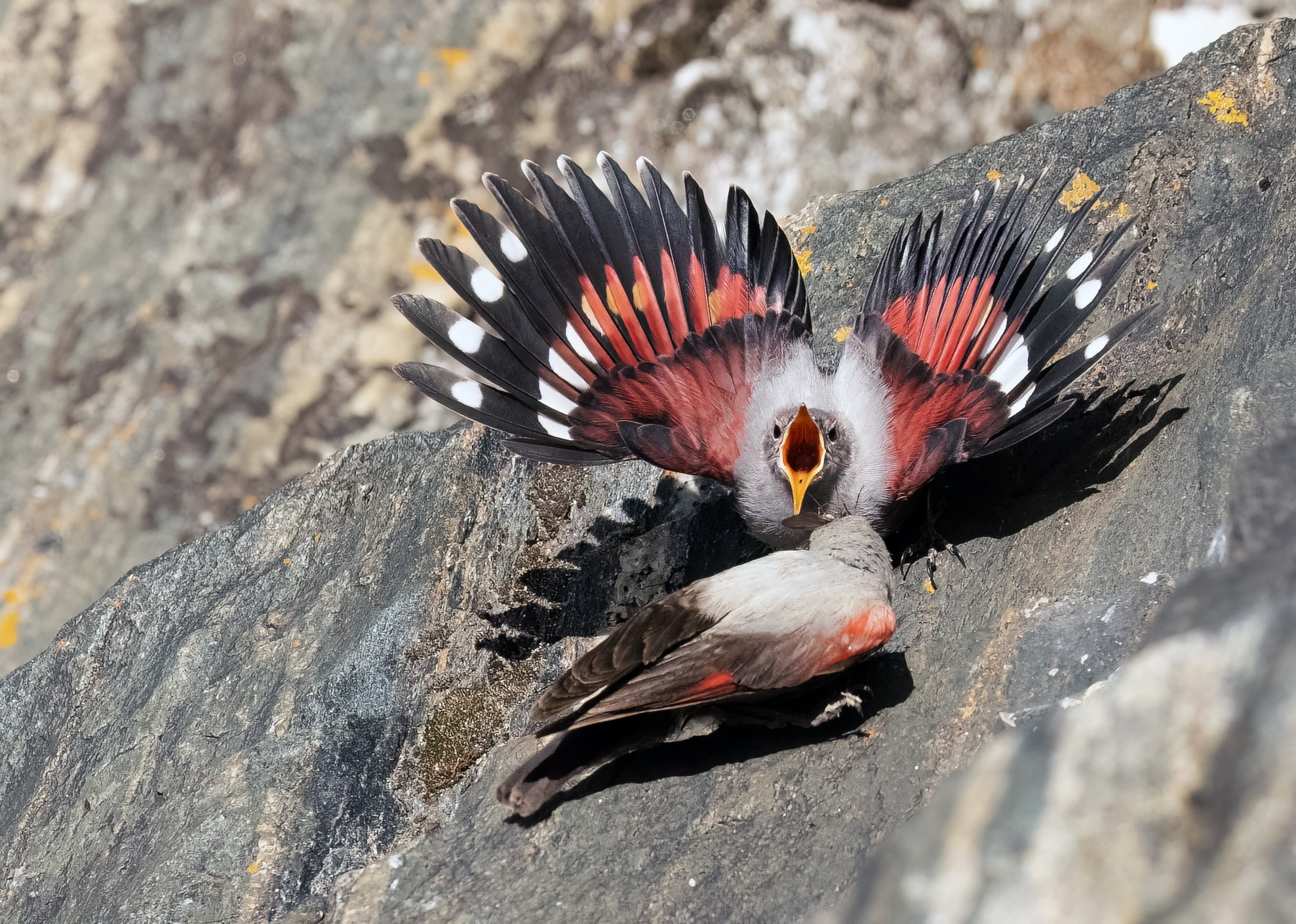
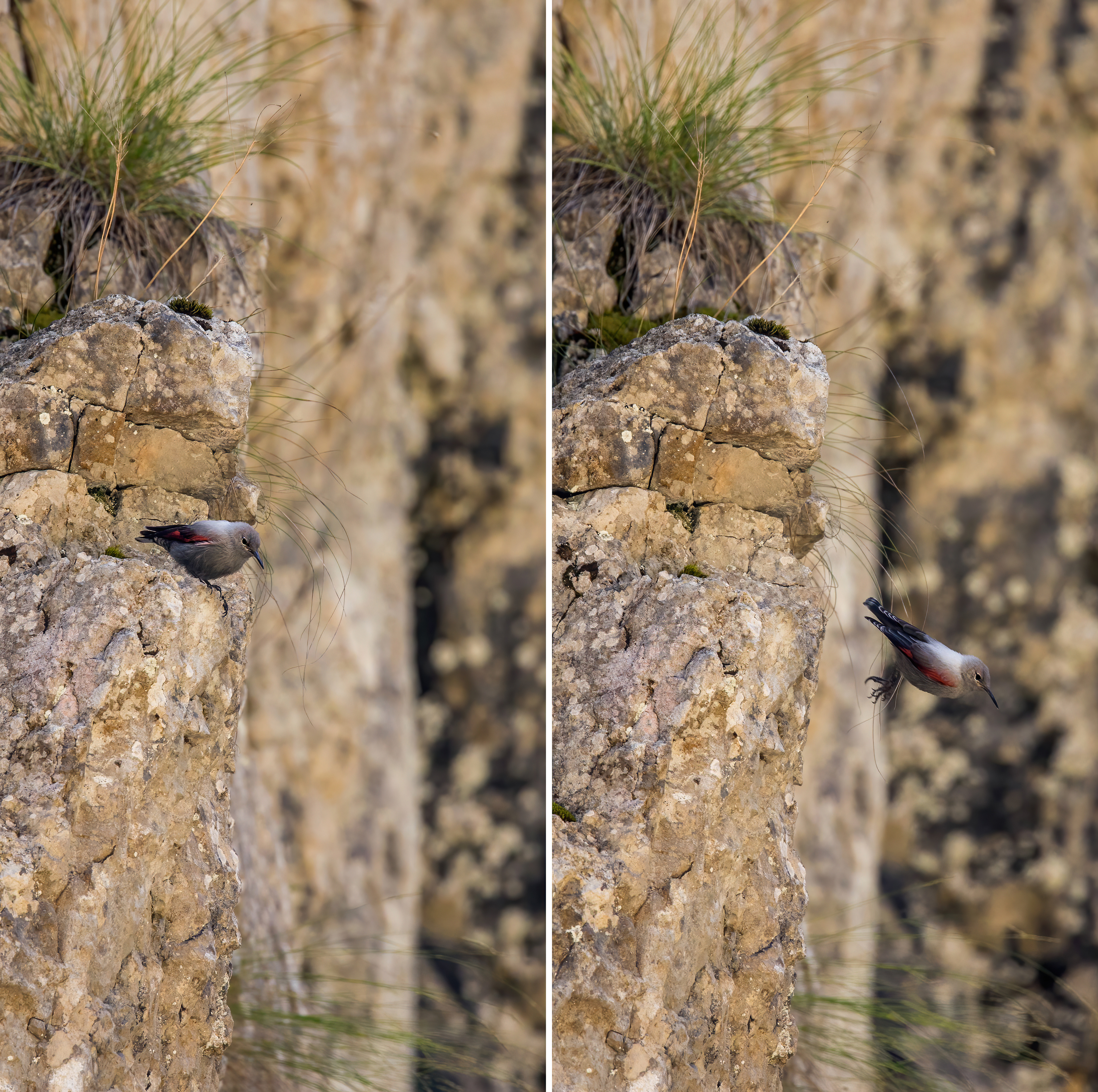
Springend vanaf een klif